# Efe Ambrose
Efe Eric Ambrose (Kaduna, 18 ottobre 1988) è un calciatore nigeriano, difensore del Workington.

## Palmarès

### Club
- Nigeria Premier League: 1

Bayelsa United: 2009
- Nigerian FA Cup: 1

Kaduna United: 2010
- Campionato scozzese: 4

Celtic: 2012-2013, 2013-2014, 2014-2015, 2015-2016
- Coppa di Scozia: 1

Celtic: 2012-2013
- Coppa di Lega scozzese: 2

Celtic: 2014-2015, 2016-2017
- Scottish Championship: 1

Hibernian: 2016-2017

### Nazionale
- Argento olimpico: 1

Pechino 2008
- Coppa d'Africa: 1

Sudafrica 2013